# 米歇尔·图尼埃
米歇尔·图尼埃（法語：Michel Tournier，1924年12月19日—2016年1月18日），法国作家。其长篇小说《礼拜五——太平洋上的灵薄狱》获法蘭西學院小說獎；《桤木王》获龚古尔文学奖。他的作品富于幻想，关注德国古典文化、加斯东·巴舍拉的哲学。曾居Choisel，是Académie Goncourt成员。